# Allocation veuvage
Ne doit pas être confondu avec Pension de réversion (France).
En France, l’assurance veuvage est une allocation destinée au conjoint d'un assuré décédé cotisant, d'une durée maximale de deux ans.

## Conditions
L'allocation de veuvage est une allocation temporaire qui peut être attribuée à l'époux ou l'épouse survivant, sous condition de ressources. Le mort doit avoir été affilié à l'assurance vieillesse au moins trois mois, continus ou pas, dans l'année qui précède le décès. L'époux en vie doit avoir au moins 55 ans pour obtenir cette allocation. L'individu ne doit pas disposer de ressources supérieures au plafond fixé à 3,75 fois le montant maximum de l'allocation (soit 770,82€ par mois en 2019).

## Histoire
L'allocation est créée en 1980. Le décret du 13 avril 1999 précise les conditions de l'obtention de l'allocation. La rémunération tirée d'une activité professionnelle qui commence en cours de période de versement de l'allocation veuvage peut être cumulée avec l'allocation pendant les 12 premiers mois à compter du premier jour du mois suivant celui de la prise d'activité.
L'allocation est supprimée en 2003. Elle est rétablie par un décret du 31 décembre 2010. La durée maximale de versement est fixée à deux ans.